# Xian de Wencheng
Pour les articles homonymes, voir Wencheng.
Le xian de Wencheng (文成县 ; pinyin : Wénchéng Xiàn) est un district administratif de la province du Zhejiang en Chine. Il est placé sous la juridiction administrative de la ville-préfecture de Wenzhou.

## Démographie
La population du district était de 372 451 habitants en 1999.